# آلتونا، ویکتوریا
آلتونا، ویکتوریا (انگلیسی: Altona, Victoria) محله ای در ویکتوریا در ملبورن استرالیاست.